# Mayabeque (provincie)
Mayabeque je kubánská provincie v západní části ostrova. Jejím správním centrem je město San José de las Lajas. Provincie má plochu 3 743,81 km² a přibližně 384 000 obyvatel. Na západě sousedí s provinicií Artemisa a městem Havana, na východě s Matanzas. Na severu je vymezena Floridským průlivem, na jihu zálivem Batabanó. Vznikla v roce 2011 vyčleněním z východní části rušené provincie Havana.
Provincie se skládá z 11 municipalit:
- Bejuca
- San José de las Lajas
- Jaruco
- Santa Cruz del Norte
- Madruga
- Nueva Paz
- San Nicolás
- Güines
- Melena del Sur
- Batabanó
- Quivicán